# إنغهام
إنغهام هي بلدة، في أستراليا، تقع في كوينزلاند، هي عاصمة Shire of Hinchinbrook ‏، بلغ عدد سكانها 4,426  نسمة وذلك حسب إحصائيات سنة 2016، رمزها البريدي هو 4850.

## المناخ
يظهر الجدول التالي التغييرات المناخية على مدار السنة لانغهام:
| البيانات المناخية لـإنغهام        | البيانات المناخية لـإنغهام | البيانات المناخية لـإنغهام | البيانات المناخية لـإنغهام | البيانات المناخية لـإنغهام | البيانات المناخية لـإنغهام | البيانات المناخية لـإنغهام | البيانات المناخية لـإنغهام | البيانات المناخية لـإنغهام | البيانات المناخية لـإنغهام | البيانات المناخية لـإنغهام | البيانات المناخية لـإنغهام | البيانات المناخية لـإنغهام | البيانات المناخية لـإنغهام |
| الشهر                             | يناير                      | فبراير                     | مارس                       | أبريل                      | مايو                       | يونيو                      | يوليو                      | أغسطس                      | سبتمبر                     | أكتوبر                     | نوفمبر                     | ديسمبر                     | المعدل السنوي              |
| --------------------------------- | -------------------------- | -------------------------- | -------------------------- | -------------------------- | -------------------------- | -------------------------- | -------------------------- | -------------------------- | -------------------------- | -------------------------- | -------------------------- | -------------------------- | -------------------------- |
| متوسط درجة الحرارة الكبرى °م (°ف) | 32.4 (90.3)                | 31.7 (89.1)                | 30.8 (87.4)                | 29.1 (84.4)                | 27.1 (80.8)                | 25.2 (77.4)                | 24.9 (76.8)                | 26.2 (79.2)                | 28.4 (83.1)                | 30.4 (86.7)                | 31.8 (89.2)                | 32.5 (90.5)                | 29.2 (84.6)                |
| متوسط درجة الحرارة الصغرى °م (°ف) | 23.0 (73.4)                | 23.2 (73.8)                | 22.3 (72.1)                | 20.3 (68.5)                | 17.8 (64.0)                | 14.8 (58.6)                | 13.7 (56.7)                | 14.3 (57.7)                | 16.0 (60.8)                | 18.4 (65.1)                | 20.7 (69.3)                | 22.1 (71.8)                | 18.9 (66.0)                |
| الهطول مم (إنش)                   | 380.1 (14.96)              | 470.4 (18.52)              | 381.0 (15.00)              | 203.0 (7.99)               | 107.5 (4.23)               | 46.3 (1.82)                | 35.8 (1.41)                | 37.5 (1.48)                | 39.3 (1.55)                | 51.3 (2.02)                | 121.0 (4.76)               | 197.6 (7.78)               | 2٬141٫6 (84.31)            |
| المصدر:                           |                            |                            |                            |                            |                            |                            |                            |                            |                            |                            |                            |                            |                            |

## أعلام
- دالي كوبلي
- باول دي بيلا
- تراسي كورو
- غوردون موريسي
- فال بيرد
- فرنسيس باتريك دونوفان